# 宋再臨
宋再臨（： Song Jae Rim，1985年2月18日—2024年11月12日），韓國男演員、模特兒。2024年11月12日，宋再臨被发现於家中去世，享年39岁 。

## 演出作品

### 電視劇
- 2010年：SBS《大物》飾演 安保人員
- 2011年：tvN《花美男拉麵店》飾演 賢坤
- 2012年：MBC《擁抱太陽的月亮》飾演 金齊雲
- 2013年：MBC QueeN《美甲店Paris》飾演 K／姜鍾赫
- 2013年：MBC《Two Weeks》飾演 金先生
- 2013年：tvN《幻想巨塔（朝鲜语：환상거탑）》飾演 勇奐 （第五集男主角）
- 2014年：KBS《感激時代：鬪神的誕生》飾演 毛一華
- 2014年：KBS《Big Man》飾演 朴東八（客串）
- 2014年：DRAMAcube《Secret Love》飾演 時光使者（客串）
- 2014年：tvN《剩餘公主》飾演 權時京
- 2015年：KBS《不善良的女人們》飾演 李露午
- 2016年：MBC《Goodbye Mr. Black》飾演 徐宇振
- 2016年：SBS《我們的甲順》飾演 許甲竇
- 2017年：MBC《時尚媽咪》飾演 國家情報院職員（客串）
- 2018年：SBS《Secret Mother》飾演 夏正完
- 2018年：JTBC《先熱情地打掃吧》飾演 崔夏因／丹尼爾醫生
- 2019年：KBS《讓我聆聽你的歌》飾演 南柱莞
- 2019年：tvN《Drama Stage—大數據戀愛》飾演 金瑞俊
- 2021年：Kakao TV（英语：KakaoTV）《剛剛三十歲》飾演 車道勳
- 2021年：TVING《酒鬼都市女人們》飾演 成製作人
- 2022年：KBS 2TV《美男堂》飾演 韓材晶
- 2023年：TVING《我們相愛過的一切》飾演 高裕
- 2024年：Rakuten Viki《皮塔在戀愛》飾演 成在勳
- 2024年：TVING《于氏王后》飾演 高孛義

### 網路劇
- 2016年：《花樣排球》飾演 黃在雄

### 電影
- 2009年：《女演員們（朝鲜语：여배우들）》飾演 攝影助手
- 2010年：《大獎賽（朝鲜语：그랑프리 (2010년 영화)）》飾演 李仁在
- 2013年：《諜影殺機》飾演 SA2
- 2014年：《隧道3D》飾演 奇哲
- 2014年：《Salmon》飾演 海南
- 2018年：《婚禮的那一天》（特別出演）
- 2019年：《勢利眼（朝鲜语：속물들）》飾演 徐振浩
- 2022年：《夜叉：浴血諜戰》飾演 在奎
- 2022年：《你好》飾演 尹光
- 2023年：《诱饵》[3]
- 2024年：《事业失败6次的男人》饰演 梁道铉[4]
- 待定：《燃燒的友情》

### 话剧
- 2023-2024年：《Wife》饰演 罗伯特[5]

### MV
- 2009年：Maydoni《不懂ing》
- 2009年：Hoon《BUS》
- 2009年：After School《因为你》
- 2010年：2NE1《Go Away》
- 2011年：D.Heaven《我爱你》
- 2012年：Nell《還有，剩下的》（與李民基）
- 2013年：KARA《Runaway》（12秒處）
- 2013年：BoA《Message》
- 2014年：張力尹《愛的獨白》（與Victoria(f(x))、Z.Tao）
- 2014年：張力尹《我一個人》（與Victoria(f(x))、Z.Tao）
- 2015年：申昇勳《這就是我》（與孔昇延）

## 綜藝節目
- 2014年9月20日—2015年6月13日：MBC《我們結婚了》（與金昭誾）
- 2015年8月25日—2016年1月19日：tvN《家常飯白老師》

## 獎項
| 年份 | 獎項                                                                                                |
| ---- | --------------------------------------------------------------------------------------------------- |
| 2014 | - MBC放送演藝大賞－男子新人賞《我們結婚了》 - MBC放送演藝大賞－最佳情侶賞（與金昭誾）《我們結婚了》 |
| 2016 | - SBS演技大賞－長篇電視劇部門 男子特別演技賞《我們的甲順》                                          |

## 外部連結
- 宋再臨的Facebook專頁
- 宋再臨的Instagram帳戶
- 宋再臨的新浪微博（中文）
- 宋再臨在NAVER上的资料